# Az 1956-os forradalom a művészetekben

## Szépirodalom
Az 1956-os forradalom közvetlen élményét ábrázolták az Irodalmi Újság 1956. november 2-án megjelent híres „forradalmi számának” versei és prózai írásai a kor számos ismert magyar költőjétől és írójától.

## Költemények[1]
- Benjámin László: Elesettek
- Bereményi Géza: Corvin-köziek
- Buda Ferenc: Tizenöt-húszéves halottak
- Ferdinando Durand: Ó, halott magyarok
- Faludy György: Ezerkilencszázötvenhat, te csillag
- Faludy György: Egy helytartóhoz 25 év után (Kádár Jánoshoz 1981-ben)
- Faludy György: Nagy Imre
- Jankovich Ferenc: Idei hó[2]
- Jobbágy Károly: Tigrisek lázadása.
- Juhász Ferenc: Krisztus levétele a keresztről (eposz)
- Kányádi Sándor: Kuplé a vörös villamosról
- Képes Géza: Tank-parádé
- Kim Cshun-szu: Egy budapesti kislány halálára[3]
- Kónya Lajos: A magyarokhoz
- Lezsák Sándor: Krónika, december, 1956.
- Márai Sándor: Mennyből az angyal – menj sietve
- Nagy Gáspár: Öröknyár – elmúltam 9 éves
- Nagy László: Karácsony, fekete glória
- Nagy István: Indul a pesti tüntetés[2]
- Petri György: A 301-es parcelláról
- Petri György: Nagy Imréről
- Simai Mihály: Költő, most kell szólanod![2]
- Sipos Gyula: Elégia egy somogyi vadkörtefához – Nagy Imrének
- Somlyó György: Budapest, 1956. Karácsony
- Saáry Éva: Október 23
- Szabó Lőrinc: Meglepetések
- Székely János: Tacaemus
- Szentkúti Ferenc: Hősköltemény egy pesti srácról[2]
- Szőcs Géza: Ballada Falábú Jancsiról[4]
- Szőcs Géza: A pesti srácok
- Tamási Lajos: Piros vér a pesti utcán
- Tollas Tibor: Bebádogoznak minden ablakot
- Vas István: Az új Tamás; Mikor a rózsák nyílni kezdtek
- Váci Mihály: Népünk legtisztább áldozása (napló versekkel)
- Mico Vlahovic: Ave Hungária

43 ország költőinek 150 versét tartalmazza a Gloria victis (Dicsőség a legyőzötteknek!) c. verseskötet.
Lásd még: Mennyből az angyal (CD).

## Prózai művek
- Aczél Tamás: Illuminációk (regény)
- Albert Camus: A magyarok vére
- Benedikty Tamás: Szuvenir (regény)
- Bitó László: Örökség – '56 regénye (regény, Budapest, Noran Libro, 2013)
- Csernák Árpád: Felnőtté tiporva: regény az ötvenes évekről és az 1956-os forradalomról. (Pomáz, Kráter Műhely, 2003)
- Dénes Tibor: Budapest nincs többé Budapesten (regény)
- Déry Tibor: Számadás; Philemon és Baucis (elbeszélések)
- Domahidy András: Tizenhat zár (regény)
- Ember Mária: Mindent késve (1956-os napló, Budapest, 2006)
- Értavy Baráth Kata: Történelem – kitűnő: regény az 1956-os szabadságharc idejéből (Cleveland, 1966)
- Galgóczi Erzsébet: A közös bűn. Budapest, 1976 (regény)
- Gergely Ágnes: Stációk (regény)
- Garrison Paul: Betonoszlopok (regény, Budapest, Kassák, 2001)
- Kabdebó Tamás: Minden idők (regény)
- Karátson Gábor: Ötvenhatos regény (Budapest, 2005. Helikon)
- Karinthy Ferenc: Epepe (regény)
- Karinthy Ferenc: Budapesti ősz. Budapest, 1982 (regény)
- Kertész Imre: Az angol lobogó, 1991 (elbeszélés)[6]
- Konrád György: Cinkos (regény)
- Kovács István: A gyermekkor tündöklete (regény, Budapest, 1998)
- Lackner László: A skorpió jegyében, avagy kamaszkorunk forradalma – regény (Budapest IPV. 1989., Móra kiadó 2008.)
- Oláh János: Koppány doktor (novella)
- Simonffy András: Rozsda ősz (regény)
- Szakonyi Károly: Bolond madár (regény)
- Szalay Károly: Párhuzamos viszonyok (regény)
- Szilágyi Andor: A világtalan szemtanú (regény Mansfeld Péterről, Budapest, 1989)
- Vágvölgyi B. András: Kolorádó Kid (regény)

## Előadó-művészet

### Színpadi művek
- 1956: Aki magyar… (rockopera, 1991, zeneszerző: Jenei Szilveszter, szövegírók: Adorján András[7] – Kocsis L. Mihály, éneklik: Varga Miklós, Nagy Feró, Deák Bill Gyula, Szvorák Katalin és mások)
- Jávor Béla: Újratemetés – Nagy Imre és Kádár János (dráma, Budapest, Mundus Magyar Egyetemi Kiadó, 2006)
- Lackner László: A skorpió jegyében, avagy kamaszkorunk forradalma (dráma, 2016)
- Lelkes Miklós Zsolt: Sárkányölők vére (színdarab, Budapest, Underground Kiadó, 2015)
- Papp András – Térey János: Kazamaták (dráma a Köztársaság téri pártház ostromáról, 2006)
- 56 csepp vér (rockmusical, 2006, zeneszerző: Mihály Tamás, író: Horváth Péter, éneklik: Palcsó Tamás, Veres Mónika, Kaszás Attila, Miller Lajos, Miller Zoltán…)
- Kiss József: Az angyalok nem sírnak (dráma, 2006)
- Galambos Attila: Igazságtalanság (történelmi dráma a Mansfeld-per és a Tóth Ilona-per dokumentumaira támaszkodva)[8]

### Zeneművek, dalok
- 56, East, 1989
- Lyuk a zászló közepén (Bikini, 1990[9])
- Corvin-köz (Nagy Feró, 1991[10]).
- Neveket akarok hallani (Kárpátia, 2006[11])
- 1956 (Ákos, 2006[12])

## Film

### Játékfilmek
- Hajnalban meghalnak az álmok (olasz film, rendező: Indro Montanelli, 1961)
- Szerencsés Dániel (rendező: Sándor Pál, 1983)
- Szamárköhögés (rendező: Gárdos Péter, 1987)
- Napló apámnak és anyámnak (rendező: Mészáros Márta, 1990)
- Magyar rekviem (rendező: Makk Károly, 1991)
- Telitalálat (rendezők: Kardos Sándor, Szabó Illés, 2003)
- A temetetlen halott (rendező: Mészáros Márta, 2004)
- Világszám! (rendező: Koltai Róbert, 2004)
- Mansfeld (rendező: Szilágyi Andor, 2006)
- Szabadság, szerelem (rendező: Goda Krisztina, 2006)
- 56 csepp vér (azonos című rockmusical alapján, rendező: Bokor Attila, 2007)
- Ecseri tekercsek – filmfelvételek az 1956-os forradalom napjaiból (színes magyar kisjátékfilm, 50 perc, 2005)
- Budakeszi srácok (Erdőss Pál filmje)
- Kolorádó Kid (Vágvölgyi B. András filmje)
- Pannon töredék (Sólyom András filmje, 1997)
- A berni követ (Szász Attila filmje a forradalom és Nagy Imre kivégzésének megítéléséről, 2014)
- Az utazás (The Journey), 1959 – Yul Brynner és Deborah Kerr főszereplésével[13]
- A budapesti rém (The Beast of Budapest)[13]
- A Cég – A CIA regénye, 2007-es minisorozat[13]
- Csendkút (rendező: Pozsgai Zsolt, 2007)

### Dokumentumfilmek
- A lyukas zászló (Amerikai dokumentumfilm, 96 perc, 2007.)
- Előre mind, aki költő…! – 1956 (színes magyar dokumentumfilm, 51 perc)
- Forradalom és megtorlás 1956. (magyar dokumentumfilm, 90 perc)
- Golgota 1956 (magyar dokumentumfilm, 15 perc)
- Írók, gyerekek 1956 után (színes magyar dokumentumfilm, 50 perc)
- Írók 1956 után (színes magyar dokumentumfilm, 40 perc)
- A Magyar Írók Szövetsége 1956-ban (színes magyar dokumentumfilm, 40 perc)
- 1956 – diákszemmel (45 perc)
- Sport, politika, olimpia – 1956 (Lies, spies and olympics) (színes, fekete-fehér ausztrál dokumentumfilm)
- 1956 és az emlékmű (magyar dokumentumfilm, 26 perc)
- 1956 nyomában (fekete-fehér magyar dokumentumfilm, 1956)
- Cry Hungary (brit dokumentumfilm, BBC, 1986)
- Diákparlament – Miskolc, 1956. (magyar dokumentumfilm, 1991)
- 1956 október (magyar dokumentumfilm, 1993)
- A párt ökle (1945–1956) (A párt ökle) (magyar dokumentumfilm, 1994)
- Tükörcserepek, Magyarország 1956 (színes magyar ismeretterjesztő film, 84 perc, 1996)
- Angyal István – Tűzoltó utca 1956 (Angyal István) (színes magyar dokumentumfilm, 1996)
- Itália és 1956 (színes magyar dokumentumfilm, 37 perc, 1996)
- Deportálások a Szovjetunióba – 1956 (magyar dokumentumfilm, 1996)
- Gyermekdeportálások – 1956 (magyar dokumentumfilm, 1996)
- Az út Szolnoktól Ungvárig – 1956 (színes magyar dokumentumfilm, 55 perc, 1999)
- Óbuda 1956 (színes magyar dokumentumfilm, 52 perc, 2001)
- 1956 – Erdély (színes magyar dokumentumfilm sorozat, 56 perc, 2003)
- Kossuth tér 1956 (színes magyar dokumentumfilm, 52 perc, 2003)
- Melbourne 1956 (színes magyar dokumentumfilm, 67 perc, 2004)
- Erdély 1956 (színes magyar dokumentumfilm, 2004)
- Kecskemét 1956 (színes magyar dokumentumfilm, 60 perc, 2005)
- Magyarország 1956 – a BBC jelenti (angol dokumentumfilm, 52 perc, 2006)
- Hazatérés (magyar dokumentumfilm, 2006)[14]
- A szabadság vihara (Freedom’s Fury) (színes, fekete-fehér amerikai dokumentumfilm, 90 perc, 2006)[15]
- Csapataink harcban álltak (színes magyar dokumentumfilm, 72 perc, 2006)
- Kinyújtott kezekkel (Z wyciągniętymi rękami) (színes, kétrészes lengyel dokumentumfilm, 50 perc, 2006, rendező: Robert Kaczmarek)
- Lengyel nyár, magyar ősz (Polskie lato, węgierska jesień) (színes lengyel dokumentumfilm, 50 perc, 2006, rendező: Zofia Kunert)
- The Lead Door (Il Portone di piombo) (olasz dokumentumfilm Mindszenty Józsefről, 2015, rendező: Gilberto Martinelli)
- 13 év, 13 perc (13 lat, 13 minut) (színes lengyel dokumentumfilm, 49 perc, 2006, rendező: Marek Maldis)

## Játékok 1956-ról
Társasjátékok:
1. Honfoglaló 1956 – Ismeretterjesztő történelmi társasjáték A játék színtere Budapest kerületekre osztott térképe. A játékosok feladata, hogy minél több kerületben legyenek jelen, ezt pedig úgy tehetik meg, ha helyesen válaszolnak a feltett, 1956-tal és a korszakkal kapcsolatos kérdésekre. A játék célja, hogy a kérdések és a játéktábla hátulján olvasható visszatekintés segítségével minél közelebb hozza a játékosokhoz az adott korszak történetét, problémáit, a forradalom eseményeit.[16] Kinek szól: fiataloknak, akik 1956 iránt érdeklődnek. Játékosok száma: 2-10 fő. 13 éves kortól ajánlott. A játék tartalma: 
  - 320 db feleletválasztós kérdés
  - 70 db játékkorong
  - 1 db társasjátéktábla
  - 1 db játékleírás[17][18]
2. Days of Ire: Budapest 1956 – magyar címe: Pesti srácok 1956 A lengyelországi magyar Nagykövetség kezdeményezésére megszületett,[19] egyedül is játszható, de legfeljebb 4 játékosra tervezett, viszonylag pörgős, kártyás társasjáték, amit kooperatívan (csak forradalmárok) vagy egy a többiek ellen (a szovjet és ÁVH-s egységeket együtt irányító játékos a forradalmárokkal szemben) felállásban is élvezhetünk.[20] Mindegyik játékmód központi eleme a forradalomhoz kapcsolódó főbb és/vagy kevésbé ismert, október 23-30. között történt budapesti eseményeinek megoldása. A forradalom emlékének ápolása mellett a játék célja, hogy ráirányítsa a figyelmet arra a nagymértékű segítségnyújtásra is, amely 1956-1957-ben Lengyelországból Magyarországra érkezett.[21][22][23] A játék egy sikeres nemzetközi közösségi finanszírozás-kampányt[24] követően először angol nyelven készült el, a magyar változat 2016. október 23-ára időzítve jelent meg. A nemzetközi változatot jegyző Cloud Island tervei között több más nyelvi változat (pl. spanyol[25]) elkészítése is szerepel különböző partnerekkel. Játékosok száma: 1-4 fő[26][27][28][29][30][31][32][33][34] A magyar változat tartalma:
  - 139 kártya
  - 101 lapka
  - 1 társasjátéktábla
  - 3, történelmi összefoglalót is tartalmazó játékszabály

Szerepjáték:
Kardos Péter – Nyári Gábor: Szabad nép. Budapest: Jonathan Miller, 2006
Ebben a lapozgatós játékkönyvben nem egyetlen életutat járhatunk végig, hanem sok-sok lehetőséget kínál az olvasónak, mintegy átélve azt, hogy 60 évvel ezelőtt milyen lehetőségei voltak az átlagembereknek és melyik milyen következményekkel járt.

## Visszaemlékezések
- A vidék forradalma – 1956: Történelmi Ismeretterjesztő Társulat Egyesület. Budapest: 2012 A kötet a Dél-Pest megyei városokban, falvakban történt eseményeket mutatja be, visszaemlékezésekkel.[37]
- A vidék forradalma: 1956, 1. köt.: szerk. Szakolczai Attila, Á. Varga László: 1956-os Intézet; Budapest Főváros Levéltára, 2003
- A vidék forradalma: 1956, 2. köt.: szerk. Szakolczai Attila, Á. Varga László: 1956-os Intézet; Budapest Főváros Levéltára, 2006

## Naplók

### Kiskamaszok naplói 1956-ból
- Bartos Margit: Margó naplója – 1956-1959 A forradalom és utóélete egy kamaszlány szemével (napló, Budapest, Libri, 2016)
- Csics Gyula: Magyar forradalom 1956 (napló, Budapest, 1956-os Intézet, 2006)
- Kovács János: A magyar forradalom 1956 (napló, Budapest, Kieselbach, 2006)
- Simonffy András: A forradalom napjai. (naplórészlet, in: Oly sok viszály után, 111-128. oldal, Forum, Amszterdam, 1989)

### Felnőttek memoárjai
- Bodó József, H: A hársfa virága (memoár, Budapest : Hetessy , 2006)
- Csoma Lajos: Az elfelejtett forradalom: a hódmezővásárhelyi Bethlen Gábor Általános Gimnázium igazgatójának, diákjainak részvétele az 1956-os forradalom és nemzeti felkelésben, 1956-57 (memoár, Hódmezővásárhely : Hódmezővásárhely Megyei Jogú Város Önkormányzata , 2006)
- Dalmadi Jenő: Egy ötvenhatos emlékei (memoár, Budapest : Kairosz , 2010)
- Kovács Elisabeth: Túléltem (memoár, Vasszilvágy : M. Nyugat Kvk. , 2006)
- Nádas László: Palackposta ... Levél Rozikának a múltról és 1956-ról (memoár, Kairosz, Budapest, 2009)
- Szamos Rudolf: Vérző város (memoár, Veszprém : Viza , 2002)
- Váray Károly: Apám 56 keresztjén (memoár, e-könyv, http://mek.oszk.hu/05600/05611/05611.htm)
- Verebély Károly: Nem volt visszaút (memoár, Budapest : Médiamix , 2008 )